# Karte
Karte är en ort i Australien. Den ligger i kommunen Southern Mallee och delstaten South Australia, omkring 190 kilometer öster om delstatshuvudstaden Adelaide. Antalet invånare är 104.
Trakten runt Karte är nära nog obefolkad, med mindre än två invånare per kvadratkilometer..
Omgivningarna runt Karte är i huvudsak ett öppet busklandskap. Genomsnittlig årsnederbörd är 362 millimeter. Den regnigaste månaden är juni, med i genomsnitt 52 mm nederbörd, och den torraste är december, med 11 mm nederbörd.